# Ghiacciaio George
Il ghiacciaio George è un ghiacciaio situato sulla costa di Pennell, nella regione nord-occidentale della Dipendenza di Ross, in Antartide. In particolare, il ghiacciaio, il cui punto più alto si trova a circa 1400 m s.l.m., è situato all'estremità nord-occidentale dei monti ANARE, e da qui fluisce verso nord-ovest, scorrendo lungo il versante nord-orientale del monte Burch, prima, e del monte Kelly, poi, fino a gettarsi nella baia Ob', a est della lingua di ghiaccio Lillie.

## Storia
Il ghiacciaio George è stato mappato per la prima volta dallo United States Geological Survey grazie a fotografie aeree scattate dalla marina militare statunitense (USN) nel periodo 1960-65, e così battezzato dal comitato consultivo dei nomi antartici in onore di Robert Y. George, geologo di stanza alla stazione McMurdo nel periodo 1967-68.